# Varmekapacitet
Et legemes varmekapacitet er givet ved forholdet mellem den tilførte varmeenergi og den resulterende temperaturændring.
Varmekapaciteten betegnes typisk med symbolet {\displaystyle C}, og definitionen lyder da:
{\displaystyle C\equiv {\frac {\mathrm {d} Q}{\mathrm {d} T}}}
hvor {\displaystyle Q} er den tilførte varme, og {\displaystyle T} er temperaturen. Da SI-enhederne for energi er joule og for temperatur er kelvin, bliver SI-enheden for varmekapacitet {\displaystyle {\tfrac {\mathrm {J} }{\mathrm {K} }}}.

## Specifik varmekapacitet
Den specifikke varmekapacitet eller varmefylde er den varmemængde der skal til for opnå en temperaturændring på 1 grad for 1 kg af stoffet. Den specifikke varmekapacitet eller varmefylden betegnes med symbolet {\displaystyle c}.
Da temperaturforskelle målt i kelvin og celsius er lige store, angiver man ofte varmefylde i joule pr. grad celsius pr. kilogram. Enheden for {\displaystyle c} kan derfor angives både som {\displaystyle {\frac {\mathrm {J} }{\mathrm {kg} \cdot \mathrm {K} }}} og som {\displaystyle {\frac {\mathrm {J} }{\mathrm {kg} \cdot ^{\circ }\mathrm {C} }}}.
Sammenhængen mellem et stofs masse {\displaystyle m}, varmekapacitet {\displaystyle C} og den specifikke varmekapacitet {\displaystyle c} er:
{\displaystyle c={\frac {C}{m}}={\frac {1}{m}}\cdot {\frac {\mathrm {d} Q}{\mathrm {d} T}}}

## Betingelser
Et fysisk systems varmekapacitet er sjældent konstant, men kan bl.a. afhænge af temperatur, tryk og volumen. Hvis et system er i ligevægt med dets omgivelser, så begge har trykket {\displaystyle p}, vil en varmetilførsel ændre denne ligevægt. En mulighed er, at systemets volumen holdes konstant, mens trykket stiger.
{\displaystyle C_{V}=\left({\frac {\mathrm {d} Q}{\mathrm {d} T}}\right)_{V}}
En anden mulighed er, at systemet udvider sig for at bevare trykket.
{\displaystyle C_{p}=\left({\frac {\mathrm {d} Q}{\mathrm {d} T}}\right)_{p}}
Da sidstnævnte mulighed betyder, at systemet yder et arbejde på omgivelserne pga. volumenændringen, vil systemet have brug for mere varme for at hæve tempetaruren. De to situationer giver altså to forskellige varmekapaciteter, hvor {\displaystyle C_{p}} altså må være større end {\displaystyle C_{V}}:
{\displaystyle C_{p}>C_{V}}
Forholdet mellem de to kaldes for adiabateksponenten.

## Relation til tilstandsfunktion
{\displaystyle C_{V}} og {\displaystyle C_{p}} kan udtrykkes vha. tilstandsfunktioner. Den indre energi er relateret til arbejde {\displaystyle W} og varme ved:
{\displaystyle \mathrm {d} U=\delta Q+\delta W}
Da der ikke udføres noget arbejde, når volumenet er konstant, vil den tilførte varme være lige med ændringen i indre energi. Dermed kan {\displaystyle C_{V}} skrives som:
{\displaystyle C_{V}=\left({\frac {\partial U}{\partial T}}\right)_{V}}
Tilsvarende er entalpi {\displaystyle H} givet ved:
{\displaystyle \mathrm {d} H=\delta Q+V\mathrm {d} p}
Og varmekapaciteten ved konstant tryk kan derfor skrives som:
{\displaystyle C_{p}=\left({\frac {\partial H}{\partial T}}\right)_{V}}

## Forholdet mellem varmekapaciteter
Generelt kan den indre energi udtrykkes som en funktion af temperatur og volumen:
{\displaystyle U=U(T,V)}
Differentialet er derfor:
{\displaystyle \mathrm {d} U=\left({\frac {\partial U}{\partial T}}\right)_{V}\mathrm {d} T+\left({\frac {\partial U}{\partial V}}\right)_{T}\mathrm {d} V}
Jf. lign. kan varmen udtrykkes som
{\displaystyle \delta Q=\mathrm {d} U-\delta W}
hvor arbejdet er givet ved:
{\displaystyle \delta W=-p\mathrm {d} V}
Varmedifferentialet er derfor givet ved:
{\displaystyle \delta Q=\left({\frac {\partial U}{\partial T}}\right)_{V}\mathrm {d} T+\left({\frac {\partial U}{\partial V}}\right)_{T}\mathrm {d} V+p\mathrm {d} V=\left({\frac {\partial U}{\partial T}}\right)_{V}\mathrm {d} T+\left[\left({\frac {\partial U}{\partial V}}\right)_{T}+p\right]\mathrm {d} V}
Med dette kan et udtryk for {\displaystyle C_{p}} udledes:
{\displaystyle C_{p}=\left({\frac {\partial Q}{\partial T}}\right)_{p}=\left({\frac {\partial U}{\partial T}}\right)_{V}+\left[\left({\frac {\partial U}{\partial V}}\right)_{T}+p\right]\left({\frac {\partial V}{\partial T}}\right)_{p}}
Det første led er lig med {\displaystyle C_{V}}, og forskellen på de to varmekapaciteter er derfor:
{\displaystyle C_{p}-C_{V}=\left[\left({\frac {\partial U}{\partial V}}\right)_{T}+p\right]\left({\frac {\partial V}{\partial T}}\right)_{p}}
Tilsvarende er adiabateksponenten {\displaystyle \gamma }:
{\displaystyle \gamma ={\frac {C_{p}}{C_{V}}}=1+{\frac {1}{C_{V}}}\left[\left({\frac {\partial U}{\partial V}}\right)_{T}+p\right]\left({\frac {\partial V}{\partial T}}\right)_{p}}

## Temperaturafhængighed
Et stofs specifikke varmekapacitet varierer normalt som funktion af temperaturen. For eksempel er værdien for vand (H2O) ved ca. 0 °C og 100 °C ca. 4210 {\displaystyle {\tfrac {\mathrm {J} }{\mathrm {kg} \cdot \mathrm {K} }}} og ved 30 - 40 °C er den 4186 {\displaystyle {\tfrac {\mathrm {J} }{\mathrm {kg} \cdot \mathrm {K} }}}.
Ved faseovergange er den specifikke varmekapacitet, som funktion af temperaturen, diskontinuert.

## Tabel over specifikke varmekapaciteter for nogle kendte stoffer
Tabel over specifikke varmekapaciteter for nogle gasformige stoffer:
| Stof         | Fase ved standardbetingelser (1 atm = 101 325 kPa, 20 °C) | Specifik varmekapacitet {\displaystyle c} (kJ⋅kg-1⋅°C-1) |
| ------------ | --------------------------------------------------------- | -------------------------------------------------------- |
| Hydrogen     | gas                                                       | 14,3                                                     |
| Helium       | gas                                                       | 5,2                                                      |
| H2O Vanddamp | gas (Tvanddamp ca.= 100 °C)                               | 1,84                                                     |
| Luft         | gas                                                       | 1,005                                                    |
| CO2          | gas                                                       | 0,79                                                     |
| Argon        | gas                                                       | 0,5203                                                   |

Tabel over specifikke varmekapaciteter for nogle flydende stoffer:
| Stof        | Fase ved standardbetingelser (1 atm = 101 325 kPa, 20 °C) | Specifik varmekapacitet {\displaystyle c} (kJ⋅kg-1⋅°C-1)       |
| ----------- | --------------------------------------------------------- | -------------------------------------------------------------- |
| H2O Vand    | flydende                                                  | {\displaystyle 4,184-4,186}                                    |
| Ethanol     | flydende                                                  | {\displaystyle 2,46}                                           |
| Olie        | flydende (simpel formel)                                  | {\displaystyle 2,0+0,0003\cdot (T-100)}                        |
| Olie        | flydende (ny formel)                                      | {\displaystyle {\frac {1,6848+0,00339\cdot T}{\sqrt {\rho }}}} |
| Kviksølv    | flydende                                                  | {\displaystyle 0,139}                                          |
| Havvand     | flydende                                                  | 3,930                                                          |
| Motorbenzin | flydende                                                  | 2,240                                                          |
| Glycerol    | flydende                                                  | 2,430                                                          |
| Eddikesyre  | flydende                                                  | 2,030                                                          |

Tabel over specifikke varmekapaciteter for nogle faste stoffer:
| Stof      | Fase ved standardbetingelser (1 atm = 101 325 kPa, 20 °C) | Specifik varmekapacitet {\displaystyle c} (kJ⋅kg-1⋅°C-1) |
| --------- | --------------------------------------------------------- | -------------------------------------------------------- |
| H2O is    | fast (Tis ca.= 0 °C)                                      | 2,1                                                      |
| Træ       | fast                                                      | ca. 1,7                                                  |
| Magnesium | fast                                                      | 1,02                                                     |
| Jord      | blanding (porøs)                                          | 0,92                                                     |
| Aluminium | fast                                                      | 0,900                                                    |
| Basalt    | fast                                                      | 0,84                                                     |
| Lava      | fast                                                      | 0,84                                                     |
| Sand      | fast                                                      | 0,835                                                    |
| Jord      | fast                                                      | 0,800                                                    |
| Granit    | fast                                                      | 0,790                                                    |
| Grafit    | fast                                                      | 0,720                                                    |
| Titan     | fast                                                      | 0,523                                                    |
| Diamant   | fast                                                      | 0,502                                                    |
| Krom      | fast                                                      | 0,449                                                    |
| Jern      | fast                                                      | 0,444                                                    |
| Zink      | fast                                                      | 0,387                                                    |
| Kobber    | fast                                                      | 0,385                                                    |
| Sølv      | fast                                                      | 0,233                                                    |
| Tin       | fast                                                      | 0,227                                                    |
| Wolfram   | fast                                                      | 0,134                                                    |
| Bly       | fast                                                      | 0,129                                                    |
| Guld      | fast                                                      | 0,129                                                    |
| Bismuth   | fast                                                      | 0,123                                                    |
| Uran      | fast                                                      | 0,116                                                    |

## Vands varmekapacitet
Bemærk at flydende vand (H2O) har en ganske høj varmekapacitet sammenlignet med andre stoffer der er almindelige på jordoverfladen. Dette er grunden til at klimaet i egne, der er omgivet af meget hav, f.eks. Danmark, er mere temperatur-stabilt end det mere ekstreme fastlandsklima: Det kræver meget energi at opvarme havene omkring Danmark, derfor bliver der ikke her så varmt om sommeren som dybt inde i kontinenterne. Omvendt er der meget varmeenergi oplagret i havene, hvilket modvirker lave temperaturer om vinteren. Man kunne sige at vand er en varmebuffer, der begrænser temperaturens udsving på Jorden.